# Гончаренко, Игнат Илларионович
Игнат Илларионович Гончаренко (18.12.1902 — 24.04.1974) — 
бригадир колхоза имени Булганина Слободзейского района Молдавской ССР, Герой Социалистического Труда (13.10.1953).
Родился 18 декабря 1902 года в селе Глиное, ныне Слободзейский район Приднестровья.
После освобождения Слободзейского района от румынской оккупации был призван в РККА (18.04.1944). Участник Великой Отечественной войны, стрелок 6 роты 1147 сп 353 сд 46 А 3 УкрФ. Награждён медалью «За отвагу» (29.07.1944). Демобилизовался в 1946 году.
Работал в своём селе в колхозе, который до 1957 года носил имя Булганина, а потом назывался «Заря коммунизма». Звеньевой, затем бригадир.
В 1952 году его бригада собрала по 27 ц подсолнечника с площади 50 га, по 26 ц/га озимой пшеницы на площади 150 га, по 50 ц/га кукурузы и по 470 ц/га кормовой свёклы. В 1953 году получено по 27 ц/га подсолнечника на площади 70 га.
Герой Социалистического Труда (13.10.1953).
Умер в селе Глиное 24 апреля 1974 года.